# Glindenberg
Glindenberg is een plaats en voormalige gemeente in de Duitse deelstaat Saksen-Anhalt, en maakt deel uit van de Landkreis Börde.
Glindenberg telt 1.351 inwoners.